# Larry Brown (basket-ball)
Pour les articles homonymes, voir Larry Brown et Brown.
Lawrence Harvey Brown, dit Larry Brown, né le 14 septembre 1940 à Brooklyn, État de New York, est un joueur et entraîneur américain de basket-ball.
Après une carrière de joueur où il obtient un titre olympique, lors des jeux olympiques de 1964 à Tokyo, et trois sélections au All-Star Game de la American Basketball Association (ABA), il devient entraîneur. Il officie en ABA, National Basketball Association (NBA) et National Collegiate Athletic Association (NCAA). Il est le premier entraîneur à obtenir un titre de champion en NCAA et en NBA, respectivement avec les Jayhawks du Kansas en 1988 et en 2004 avec les Pistons de Détroit. À titre individuel, il est désigné meilleur entraîneur de la NCAA (Naismith College Coach of the Year) en 1988 et de la NBA (NBA Coach of the Year) en 2001. Le titre d'entraîneur de l'année en ABA lui a également été décerné en 1973, 1975 et 1976.
Larry Brown remporte en trente ans de carrière plus de 1 000 matchs en ABA et en NBA. Il est le seul entraîneur de l'histoire de la NBA à avoir mené huit équipes différentes en play-offs.
Il est réputé pour imposer un style de jeu collectif, basé sur une défense physique et rigoureuse.

## Biographie

### Carrière de joueur
Né à Brooklyn dans l'État de New York, il grandit dans ce quartier puis rejoint la Long Beach High School, dont il est diplômé en 1959. Il rejoint alors l'université de Caroline du Nord à Chapel Hill, où il joue en tant que meneur pour les Tar Heels sous la direction de Dean Smith. Lors de la première saison de ce dernier à la tête de l'équipe, Larry Brown termine meilleur marqueur avec une moyenne de 16,5 points par rencontre. Il est également désigné dans l'équipe All-ACC pour la saison 1962-1963, et dans le deuxième cinq de la saison précédente, année où l'équipe termine en demi-finale du tournoi de la conférence. Il détient le record du plus grand nombre de passes réalisées par un joueur des Tar Heels dans une rencontre du tournoi de la conférence, avec 13 en quart de finale contre les Gamecocks de la Caroline du Sud en 1963. Durant le même match, il concède 9 pertes de balles, ce qui constitue également un record du tournoi ACC. Sa moyenne de 5,2 passes en carrière le place parmi les dix premiers de l'histoire de l'école.
En dépit de ses qualités, il est considéré trop petit pour évoluer en NBA et rejoint en 1964 une ligue mineure, la NABL, pour évoluer avec les  Wingfoots d'Akron, où il remporte le titre de MVP du tournoi AAU de 1964, Amateur Athletic Union. Brown est néanmoins sélectionné dans l'équipe des États-Unis lors des Jeux olympiques de 1964, devenant le premier joueur issu des Tar Heels à avoir cet honneur. Il dispute les neuf rencontres disputées par les Américains, inscrivant 37 points pour une moyenne de 4,1 points par matchs.
Il rejoint alors son ancienne université pour devenir l'assistant de Dean Smith pendant deux saisons, de 1965 à 1967. Brown reprend sa carrière de joueur pour évoluer en  ABA. Il joue successivement aux Buccaneers de la Nouvelle-Orléans (1967-68), Oaks d'Oakland (1968-69), Caps de Washington (1969-70), Squires de la Virginie (1970-71) et Rockets de Denver (1971-72). Durant cette période il participe trois fois au All-Star Game, et est même nommé MVP du All-Star Game en 1968.
Meilleur passeur de la ligue en 1968, 1969, 1970 et deuxième en 1972, que ce soit pour le total ou la moyenne, il est alors le meilleur passeur de l'histoire de la ABA au moment où il met un terme à sa carrière. Il est ensuite dépassé pour le nombre de passes, ses 2 509 passes le plaçant à la septième place. Il reste toutefois le joueur possédant la meilleure moyenne de passe en carrière avec 6,7.

### Les débuts en tant qu'entraîneur
Sa première expérience d'entraîneur en chef se déroule avec Davidson College, équipe de NCAA III, où il part avant d'avoir dirigé le moindre match. En 1972, il devient entraineur des Cougars de la Caroline, avec un autre ancien étudiant des Tar Heels de la Caroline du Nord, Doug Moe. Son équipe passe d'un bilan de trente-cinq victoires et quarante-neuf défaites à cinquante-sept victoires pour vingt-sept défaites, au premier rang de la division Est. Ce bilan lui offre le titre d'entraineur de l'année. Son équipe s'incline finalement sur le score de quatre à trois face aux Colonels du Kentucky. La saison suivante, son équipe présente un bilan de quarante-sept victoires et trente-sept défaites, troisième place de la division, avant de s'incliner en demi-finale de division sur le score de quatre à zéro.
Désormais sans club avec la vente de sa franchise, son ancien general manager des Cougars Carl Scheer, ce dernier ayant également été recruté par Denver, le nomme entraîneur des Nuggets de Denver, nouveau nom des Rockets de Denver. Cette franchise, qui fait de gros efforts pour être l'une des franchises choisies pour intégrer la ligue concurrente de la NBA, nouveau nom, nouvelle salle, compte sur son nouvel entraîneur pour réaliser une bonne saison. Son équipe remporte dix-huit victoires de plus que la saison précédente, progressant du dernier rang de sa division au premier rang de la ligue. Les Nuggets éliminent les Stars de l'Utah sur le score de quatre à deux, puis s'inclinent en finale de division sur le score de quatre à trois face aux Pacers de l'Indiana. Larry Brown remporte le deuxième titre d'entraîneur de l'année de sa carrière.
Pour la deuxième année consécutive, les Nuggets terminent avec le meilleur bilan lors de la saison régulière avec soixante victoires et vingt-quatre défaites. Brown remporte son troisième titre de meilleur entraîneur en quatre saisons. Les Nuggets s'imposent quatre à trois face aux Colonels du Kentucky mais s'inclinent en finale ABA face aux Nets de New York sur le score de quatre à deux.
Les Nuggets, désormais en NBA à partir de la saison 1976-1977, terminent en tête de la division Midwest avec cinquante victoire et trente-deux défaites. Larry Brown est désigné pour diriger la sélection de la conférence Ouest lors du NBA All-Star Game 1977, match que son équipe remporte sur le score de 125 à 124. Toutefois, les Nuggets s'inclinent de nouveau lors de leur première série de play-off, face aux Trail Blazers de Portland.
Les Nuggets échouent de nouveau dans leur tentative de disputer le titre NBA lors de la saison suivante, où, après avoir terminé en tête de division, la franchise de Denver s'incline en finale de conférence face aux Supersonics de Seattle sur le score de quatre à deux après avoir dominé les Bucks de Milwaukee sur le score de quatre à trois lors du tour précédent. Nombreux sont les experts qui expliquent ces échecs par la possibilité offerte aux autres franchises de pouvoir s'adapter à la pression défensive de l'équipe de Brown dans une série de sept rencontres, et des exigences physiques nécessaire par une telle défense.
En août 1978, il conclut un transfert qui envoie Bobby Jones  et Ralph Simpson chez les Sixers de Philadelphie contre  George McGinnis. Toutefois, celui-ci ne répond pas aux attentes de son entraîneur qui tente de l'échanger à nouveau à l'issue du premier entraînement. En février, il se rend dans le bureau de Scheer pour mettre un terme à son contrat. Le bilan de son équipe est alors de vingt-huit victoires et vingt-cinq défaites.

### Bruins d'UCLA
Il quitte les Nuggets de Denver  en 1979 pour entraîner les Bruins d'UCLA de l'université d'UCLA jusqu'en 1981
. Sa première saison voit son équipe atteindre la finale du championnat NCAA 1980 face aux Cardinals de Louisville, rencontre perdue sur le score de 59 à 54. Toutefois, ce résultat est ensuite retiré du palmarès de l'école par la NCAA. Le bilan initial de vingt-deux victoires et dix défaites est finalement réajusté à dix-sept victoires et neuf défaites. La saison suivante, son équipe atteint une nouvelle fois le tournoi final de la NCAA, s'inclinant 78 à 55 lors du deuxième tour face à l'équipe des Cougars de BYU.

### Nets du New Jersey
Il rejoint alors les Nets du New Jersey. À sa prise de fonction, il décide de se séparer de Phil Jackson, alors assistant au sein des Nets. Il est à l'origine du choix de Buck Williams lors de la Draft 1981 de la NBA. Celui-ci obtient le titre de NBA Rookie of the Year la saison suivante. Les Nets réalisent une progression de vingt victoires par rapport à la saison précédente, et finissent pour la première fois avec un bilan positif depuis les débuts de la franchise en NBA. Les Nets s'inclinent au premier tour des play-offs face aux Wizards de Washington sur le score de deux à zéro. La saison suivante, il est démis de son poste alors qu'il reste six matchs avec le début des play-offs : son propriétaire, Joe Taub, qui se voit confirmer à l'aéroport de Newark par Brown sa décision d'entraîner les Jayhawks lors de la saison suivante, décide de lui retirer immédiatement la direction de l'équipe,. Le bilan des Nets est alors de quarante-sept victoires et vingt-neuf défaites, ce qui est alors le meilleur bilan de l'histoire des Nets.

### Jayhawks du Kansas
Pour sa première saison à la tête de l'équipe du Kansas, Larry Brown est éliminé au deuxième tour du tournoi final de la NCAA en 1984. Il parvient à recruter Danny Manning, en partie grâce à la nomination de Ed Manning, père du joueur, comme assistant. Le tournoi de la NCAA 1985 se solde par une élimination au deuxième tour. La saison suivante, Kansas termine à la première phase de la saison régulière de la Big Eight Conference, puis remporte le tournoi de cette même conférence, s'octroyant ainsi une nouvelle participation au tournoi final de la NCAA. Parvenue au Final Four, l'équipe est handicapée par les performances de deux joueurs majeurs, Greg Dreiling, 6 points en 30 minutes, et sorti à 5 minutes 41 du terme, et surtout Danny Manning, meilleur joueur de la conférence, 4 points en 23 minutes et devant sortir alors qu'il reste 2 minutes 47. Ce problème de fautes de son joueur majeur avait déjà été problématique en demi-finale de conférence, Kansas s'imposant finalement en prolongation face aux Spartans de Michigan State. La saison s'arrête la saison suivante en demi-finale régionale face aux Hoyas de Georgetown. Après un mauvais départ, douze victoires et huit défaites, Kansas obtient sa qualification pour le tournoi final de la NCAA se voyant attribuer la tête de série numéro six de sa région. Celle-ci voit les têtes de série se faire éliminer rapidement et Kansas obtient sa qualification pour le Final Four. Une victoire face à Duke, grâce à 25 points,10 rebonds, 5 interceptions et 6 contres  de Danny Manning, ce qui est alors un record lors d'un match du Final Four, permet aux Jayhawks d'atteindre la finale. Lors de celle-ci, Danny Manning est de nouveau décisif, avec 31 points et 18 rebonds. Désigné MOP du Final Four, il permet à son équipe de remporter le titre universitaire face aux Sooners de l'Oklahoma.
Comme lors de son départ de son club NCAA précédent, Larry Brown quitte son club alors que celui-ci est l'objet d'enquête de la NCAA, notamment pour de l'argent demandé par une de ses recrues, Vincent Askew, qui désirait rendre visite à sa grand-mère malade. L'équipe du Kansas se voit interdire de tournoi final pour la saison suivante, et se voit infliger une période de probation de trois ans. Le bilan de Brown avec les Jayhawks est de cinq participations au tournoi final en cinq saisons, deux deuxième tour, une élimination au sweet sixteen, demi-finale régionale, et deux participations au Final Four dont le titre de 1988. Cela se traduit par 135 victoires et 44 défaites.
Alors qu'il est encore sous contrat avec les Jayhawks, il est recruté par son ancienne équipe des Bruins d'UCLA, mais il rejette finalement la proposition, alors que les Bruins s’apprêtaient à officialiser le contrat.

### Retour en NBA: Spurs puis Clippers
Il retourne ensuite en NBA où il entraîne successivement les Spurs de San Antonio. Son contrat lui assurant d'être l'entraîneur le mieux payé de la ligue avec 3,5 millions de dollars, pour un contrat de cinq ans. Durant son passage à la tête de franchise texane, il dirige 283 rencontres, pour 153 victoires. Sa première saison se solde par ce qui est alors le plus mauvais bilan de l'histoire de la franchise avec vingt-et-une victoires pour soixante-et-une défaites. Lors de la saison suivante, l'équipe reçoit le renfort de David Robinson, numéro un de la draft 1987. La franchise effectue la meilleure progression de l'histoire de la NBA, passant de vingt-et-une à cinquante-six victoires, et obtenant le titre de division Midwest. En play-offs, les Spurs s'imposent trois à zéro face aux Nuggets de Denver, puis s'inclinent en sept manches face aux Trail Blazers de Portland en demi-finale de conférence ouest. Les Spurs remportent de nouveau le titre de la division la saison suivante, avec un bilan de cinquante-cinq victoires et vingt-sept défaites. Ils perdent au premier tour des play-offs sur le score de trois à un face aux Warriors de Golden State. Alors qu'il lui reste encore une saison et demie de contrat, celui est rompu en janvier 1992 par les Spurs, qui le remplace par Bob Bass.
Dès le mois de février, il remplace Mike Schuler à la tête des Clippers de Los Angeles, obtenant un contrat de cinq ans et cinq millions de dollars, ce qui le place au deuxième rang des salaires pour un entraîneur NBA, derrière Pat Riley, l'entraineur des Knicks. Dès cette première saison, il devient le cinquième entraîneur de l'histoire de la franchise à conduire son équipe en play-offs, s'inclinant quatre à un au premier tour face au Jazz de l'Utah. Lors de la saison 1992-1993, son équipe présente un bilan équilibré de quarante-et-une victoires et autant de défaites, ce qui la place au septième rang de la conférence. Opposés aux Rockets de Houston, les Clippers s'inclinent sur le score de trois à deux lors du premier tour. Au terme de cette saison, il décide de mettre un terme à son contrat. Avec un bilan de soixante-quatre victoires pour cinquante-trois défaites en saison régulière, il est alors l'entraîneur avec le meilleur pourcentage de victoire de l'histoire de la franchise.

### Pacers de l'Indiana
En juin 1993, il est nommé au poste d'entraîneur des Pacers de l'Indiana, franchise où le directeur des opérations basket est  Donnie Walsh, qui a évolué avec Larry Brown en universitaire et a été son assistant chez les Nuggets de Denver, tout comme George Irvine, vice-président des opérations basket. Malgré un mauvais départ, qui provoque des rumeurs de licenciement, il conduit son équipe au meilleur bilan de son histoire avec quarante-sept victoires et trente-cinq défaites	, Les Pacers franchissent le premier tour des play-offs, victoire trois à zéro face au Magic d'Orlando, puis éliminent les Hawks d'Atlanta sur le score de quatre à deux. Malgré Reggie Miller, auteur de vingt-cinq points dans le dernier quart-temps de la cinquième rencontre de la finale de conférence opposant les Knicks de New York aux Pacers, ces derniers s'inclinent face 94 à 90 lors de la septième et ultime rencontre de la série.
Les Pacers progressent encore la saison suivante et remportent le titre de la division Central, avec un bilan de cinquante-deux victoires pour trente défaites. Après un premier tour remporté trois à zéro face aux Hawks d'Atlanta, les Pacers sont opposés aux Knicks pour la troisième saison consécutive dans une série de play-offs. Lors de cette série, Reggie Miller réussit une performance remarquable lors de la première manche disputée au Madison Square Garden : alors que les Pacers sont menés de six points, avec 16 secondes 4 à jouer, il inscrit huit points en seulement 8 secondes 9 pour donner la victoire à son équipe. Contrairement aux deux années précédentes, les Pacers éliminent les Knicks, la décision se faisant de nouveau lors de la septième manche. Les Pacers échouent de nouveau lors de la manche décisive en finale de conférence, face au Magic d'Orlando.
Deuxième de sa division derrière les Bulls de Chicago, les Pacers s'inclinent au premier tour face aux Hawks d'Atlanta sur le score de trois à deux. Lors de la saison NBA 1996-1997, les Pacers terminent à la dixième place de la conférence Est, mettant un terme à une série de sept saisons consécutives de présence en play-offs. Le bilan de trente-neuf victoires et quarante-trois défaites constitue la deuxième saison avec un bilan négatif de la carrière NBA de Larry Brown, après la saison 1988-1989 disputée à la tête des Spurs. Brown demande à sa franchise de le libérer des deux dernières années de son contrat. Le bilan total de Larry Brown à la tête des Pacers est de 190 victoires pour 138 défaites en saison régulière, et vingt-deux victoires et seize défaites en play-offs.

### Sixers de Philadelphie
Larry Brown est nommé entraîneur en 1997 d'une franchise moribonde, les Sixers de Philadelphie, qui présentent un bilan de vingt-deux victoires pour soixante défaites malgré la présence du numéro un de la Draft 1996 de la NBA, Allen Iverson. La reconstruction de l'équipe débute dès la Draft 1997 de la NBA : les Sixers réalisent un échange avec les Nets du New Jersey, le joueur central de la transaction étant Keith Van Horn, acquis en deuxième position par les Sixers lors de cette draft. Une autre étape importante de la reconstruction consiste à envoyer Jerry Stackhouse, deuxième marqueur de l'équipe la saison précédente, chez les Pistons de Détroit en échange de Theo Ratliff, futur All-Star, et Aaron McKie, futur meilleur sixième homme, NBA Sixth Man of the Year Award, en 2001. La même saison, Eric Snow arrive à Philadelphie lors d'un échange avec les Supersonics de Seattle. Cette première saison de Brown à la tête des Sixers se solde par une quatorzième place de la conférence et un bilan de trente-et-une victoires pour cinquante-et-une défaites.
Lors de la saison 1998-1999, limitée à cinquante rencontres en raison d'un lock-out, les Sixers retrouvent un bilan positif, vingt-huit victoires et vingt-deux défaites, pour la première fois depuis 1991, année de la dernière présence en play-offs. Les Sixers s'imposent au premier tour face au Magic d'Orlando sur le score de trois à un, avant de s'incliner face aux Pacers de l'Indiana, quatre manches à zéro.
La saison suivante, l'équipe progresse encore, terminant cinquième de sa conférence. Après un premier tour franchi face aux Hornets de Charlotte, les Sixers retrouvent les Pacers en demi-finale de conférence, s'inclinant en six manches.
Durant l'été 2000, il est entraîneur assistant lors des Jeux olympiques de Sydney en 2000, où il remporte la médaille d'or, en finale face à la France. Il devient la première personne à avoir à la fois joué et entraîné pour l'équipe masculine de basket-ball des États-Unis.
Les relations entre l'entraîneur et le joueur majeur de la franchise, Allen Iverson, se compliquent. Bien qu'il considère Iverson comme un gagnant, et qu'il veut en faire le meilleur meneur de la ligue, les deux hommes s'opposent fréquemment sur le style de jeu. De plus, Brown, qui a toujours été dur avec ses meneurs, critique très souvent les performances de son joueur dans la presse. Celui-ci est également souvent en retard, ou absent, lors des entraînements. Aussi, à l'été 2000, les Pacers élaborent un échange impliquant quatre franchises qui doit envoyer Iverson chez les Pistons de Detroit, mais celui-ci est finalement annulé, Matt Geiger, autre joueur de la transaction refusant de voir réduire son salaire pour que les Pistons restent sous la barre du plafond salarial. Pour la première fois depuis 1983, année du titre avec Moses Malone, les Sixers terminent au premier rang de la conférence, avec cinquante-six victoires et vingt-six défaites. De nombreux membres de la franchise reçoivent  des récompenses individuelles : Dikembe Mutombo est désigné meilleur joueur défensif, Aaron McKie, meilleur sixième homme, et surtout Allen Iverson, meilleur joueur de la saison régulière ou Most Valuable Player Award. Larry Brown, déjà désigné entraîneur de la sélection Est lors du All-Star Game, remporte le premier titre de NBA Coach of the Year de sa carrière,. Les Sixers s'imposent trois à un face aux Pacers, puis doivent disputer une septième manche lors des deux tours suivant, face aux Raptors de Toronto et aux Bucks de Milwaukee pour disputer les Finales NBA face aux Lakers de Los Angeles. Malgré une victoire lors de la première manche sur le parquet des Lakers, avec 48 points de Iverson, les Sixers perdent en cinq rencontres.
Lors de la saison 2001-2002, Larry Brown franchit la barrière des 800 victoires en NBA lors d'une rencontre contre les Clippers de Los Angeles. Pour sa cinquième saison à la tête des Sixers, son bilan est de quarante-trois victoires et trente-neuf défaites, pour une quatrième place de division et une sixième place dans la conférence. Larry Brown est confronté à de nombreuses blessures et absences, avec 116 matchs manqués, ceux-ci se décomposant en 34 maches non joués par Aaron Mckie, 24 par Derrick Coleman, 22 par Allen Iverson , 21 par Eric Snow et 15 par Speedy Claxton. Matt Geiger doit déclarer forfait pour la saison après quatre rencontres. La défense, une des forces principales lors de la saison précédente, est affaiblie par le transfert de deux de leurs meilleurs joueurs défensifs, Tyrone Hill et George Lynch. Sixième de la conférence, les Sixers s'inclinent au premier tour face aux Celtics de Boston.
Les Sixers font un excellent début de saison, avec quinze victoires sur les vingt premières rencontres, dont huit victoires consécutives. Malgré un passage à vide durant le mois de janvier, les Sixers terminent avec un bilan de quarante-huit victoires et trente-quatre défaites. Quatrième de sa conférence, la franchise de Philadelphie élimine less Hornets de la Nouvelle-Orléans sur le score de quatre à deux, puis s'incline sur le même score face aux Pistons de Detroit.
Il décide de finalement mettre un terme à la collaboration avec cette équipe, expliquant sa décision par le fait que celle-ci a besoin de renouveau, ce qu'il ne peut apporter.

### Pistons de Detroit
Durant l'été 2003, il dirige l'équipe nationale des États-Unis lors des qualifications pour les Jeux olympiques. Grâce notamment à Tim Duncan et Allen Iverson, les États-Unis remportent la première place facilement.

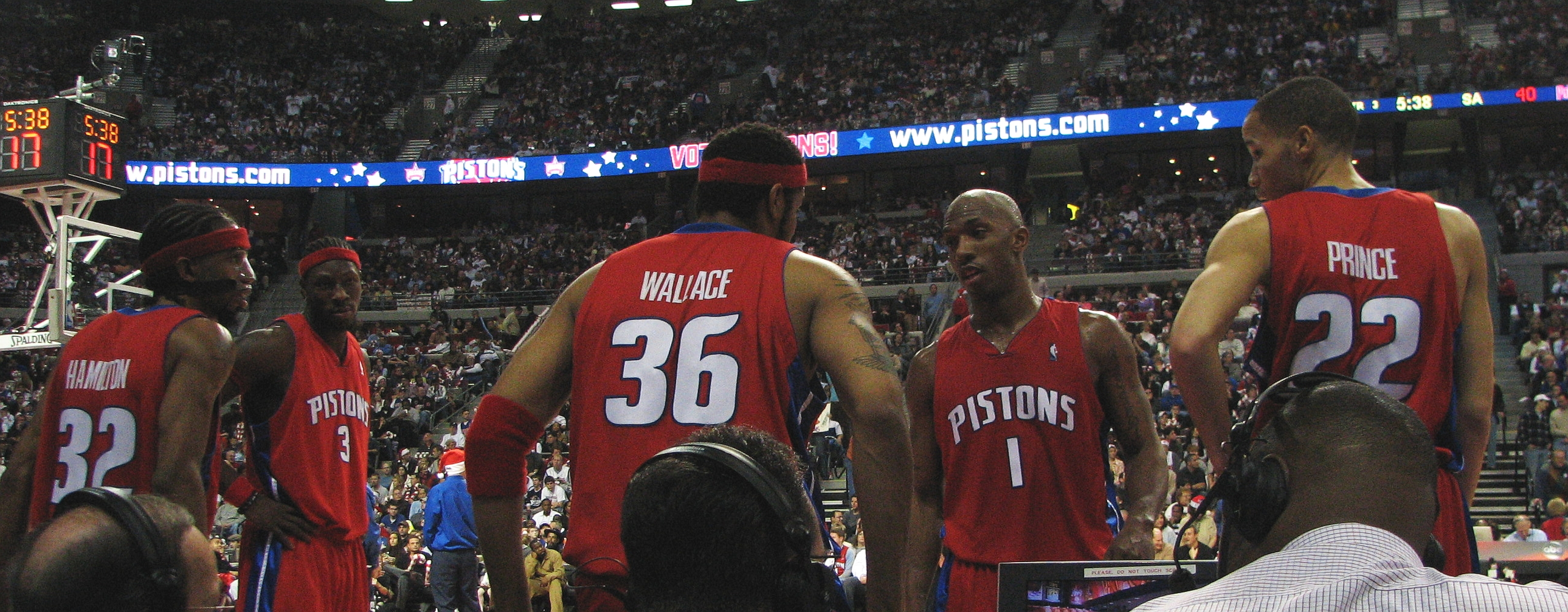
Le cinq majeur des Pistons de Detroit

Après six saisons passées à Philadelphie, Larry Brown devient le 2 juin 2003 le 24e entraîneur des Pistons de Détroit. Les Pistons restent sur deux saisons à cinquante victoires, avec également deux titres consécutifs de champion de la division Atlantique. Lors de cette saison 2003-2004, la franchise des Pistons termine avec le deuxième bilan de la division et de la conférence derrière les Pacers, puis retrouvent ces derniers en finale de conférence, s'imposant sur le score de quatre à deux. En finale, ils sont opposés aux Lakers de Los Angeles. Larry Brown remporte finalement son premier titre NBA, dès sa première saison avec la franchise, grâce à une défense de fer et une très forte mentalité insufflée à l'équipe. Ce faisant, il devient le premier entraîneur à remporter un titre universitaire et un titre NBA.
Durant l'été 2004, il est l'entraîneur de l'équipe de basket-ball des Jeux olympiques et remporte la médaille de bronze.
En 2005, Larry Brown mène à nouveau les champions en titre jusqu'aux finales NBA pour s'incliner en sept matchs face aux Spurs de San Antonio de Gregg Popovich. Dans les semaines suivantes, il est licencié. Il lui reste alors trois ans de contrats, pour un peu plus de 20 millions de dollars. Les dirigeants de la franchise de Détroit invoquent ses problèmes de santé qui l'ont conduit à manquer plusieurs semaines de compétition pendant la saison.

### Knicks de New York

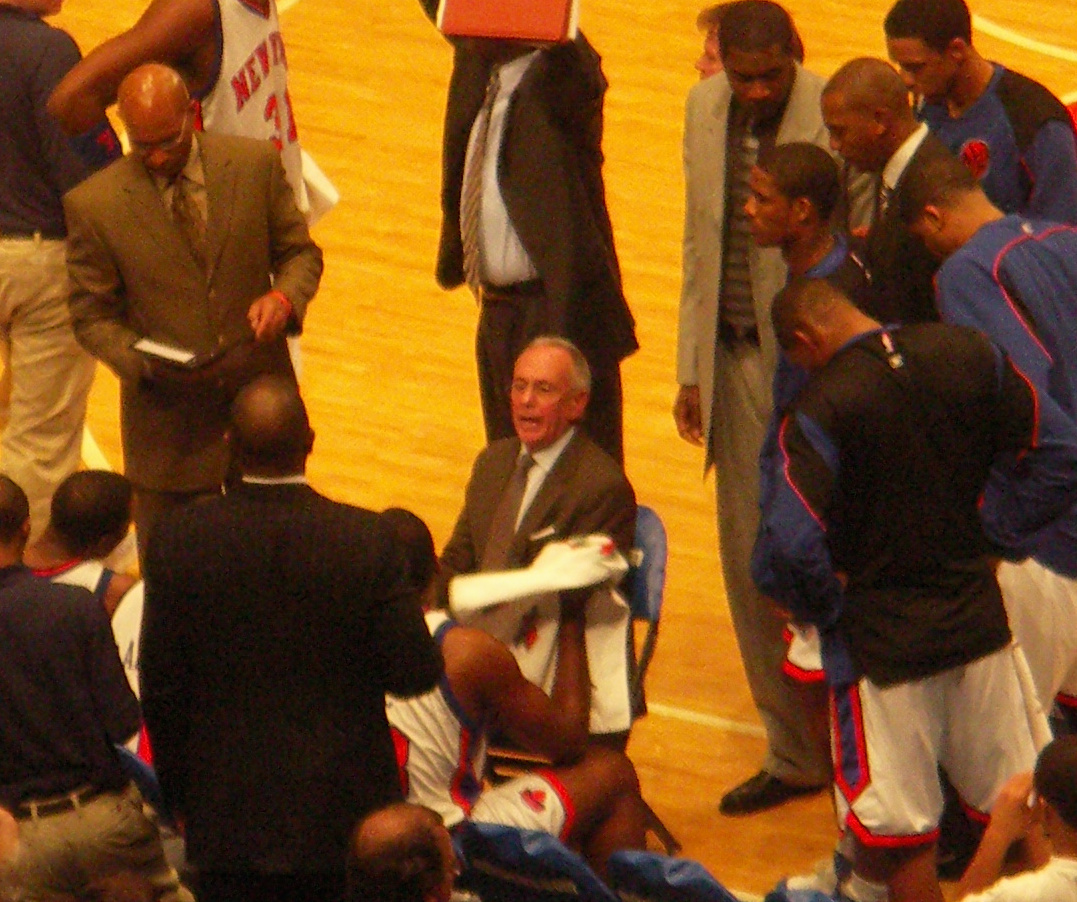
Knicks de New York lors d'un temps-mort en 2005

Il est alors engagé par les Knicks de New York qui sortent d'une mauvaise période avec seulement trente-trois victoires. Il signe un contrat de cinq ans et cinq millions de dollars. Toutefois, ce travail dans sa ville natale et qu'il décrit comme un « boulot de rêve » ne répond pas à ses attentes et à celles des fans ou proches de la franchise new-yorkaise. Très tôt, il entre en conflit avec Stephon Marbury, joueur avec lequel il avait déjà connu des problèmes lors des jeux olympiques de 2004. Marbury désire évoluer en tant qu'arrière shooteur, comme Larry Brown faisait évoluer Allen Iverson avec les Sixers de Philadelphie, mais cela ne correspond pas à la volonté de son entraîneur qui estime qu'il n'a alors pas d'autres solutions dans son effectif. Larry Brown ne parvient pas à constituer une équipe type - il démarre avec plus de quarante cinq différents - et l'équipe termine la saison avec un bilan de vingt-trois victoires et cinquante-neuf défaites, le deuxième bilan de la ligue et le pire bilan de l'histoire de la franchise. Durant cette saison, il devient le quatrième entraîneur de l'histoire de la NBA à franchir la barrière des 1 000 victoires, après Lenny Wilkens, Don Nelson et Pat Riley.
En juin 2006, il est licencié par les Knicks de New York qui le remplacent aussitôt par le manager général Isiah Thomas.

### Philadelphie et Charlotte
Il occupe alors le poste de vice-président de la franchise des Sixers de Philadelphie, jusqu'en 2008, où appelé à remplacer Sam Vincent, il devient le nouvel entraîneur des Bobcats de Charlotte.
À la suite de contacts pris par Boris Diaw, Larry Brown rejoint le staff de l'équipe de France de basket-ball lors de l'été 2009 en tant que conseiller technique.
Le 22 décembre 2010, Larry Brown démissionne de son poste d'entraineur des Bobcats de Charlotte à cause d'un bilan négatif de son équipe. Il est remplacé par son adjoint Paul Silas.

### Retour sur les parquets
Déjà annoncé comme prétendant au poste d'entraîneur des Clippers de Los Angeles en 2010, il est annoncé comme possible prétendant au poste d'entraîneur de cette même franchise en 2012 lorsque des rumeurs annoncent le licenciement de Vinny Del Negro, alors titulaire du poste. Finalement, ce dernier conserve son poste jusqu'à la fin de la saison suivante. En avril 2012, il retrouve la NCAA pour entraîneur les Mustangs de NSU. Après une première saison terminée sur un bilan de 15 victoires pour dix-sept défaites, Brown et les Mustangs, avec un bilan de 23 victoires et 9 défaites, espèrent être retenu par le comité de sélection pour participer au tournoi final de la NCAA 2014. L'équipe n'est finalement pas retenue, mais elle obtient le premier rang du National Invitation Tournament, (NIT). Dans cette compétition, les Mustangs atteignent la finale, mais s'inclinent par 65 à 63 face à l'équipe des Golden Gophers du Minnesota, dirigée par Richard Pitino, le fils de Rick Pitino, plusieurs fois champion de NCAA.

### Passage en Europe
Larry Brown est recruté comme entraîneur du Fiat Turin en juin 2018. Il est limogé en décembre après un bilan désastreux : 10 défaites en 10 matches en EuroCoupe et 4 victoires en 12 matches en championnat d'Italie. Il est remplacé par son adjoint Paolo Galbiati,.

### Retour en NCAA
En juillet 2021, Brown rejoint l'encadrement de l'équipe universitaire des Tigers de Memphis (NCAA I) en tant qu'adjoint de l'entraîneur Penny Hardaway.

## Palmarès

### Palmarès de joueur
Il remporte les Jeux olympiques de 1964 avec la sélection Américaine, avec parmi ses coéquipiers Bill Bradley.
En ABA, il est présent à trois reprises au All-Star Game de la ligue, en 1968, 1969 et 1970, obtenant le titre de MVP lors de l'édition de 1968.

### Palmarès d'entraîneur
Larry Brown atteint à trois reprises le Final Four de la NCAA, en 1980 avec les Bruins d'UCLA, pour une défaite en finale face aux Cardinals de Louisville, en 1986 et en 1988, année où son équipe des Jayhawks du Kansas remporte le titre national.
Durant sa carrière d'entraîneur en ABA, il remporte à trois reprises le titre de la division, en 1973 avec les Cougars de Caroline puis en 1975 et 1976 avec les Nuggets de Denver. Lors de cette dernière saison, il dispute la finale ABA, perdue face aux Nets de New York.
En NBA, ses équipes remportent sept titres de division, en 1977 et 1978 avec les Nuggets de Denver, en 1990 et 1991 avec les Spurs de San Antonio, en 1995 avec les Pacers de l'Indiana, en 2001 avec les Sixers de Philadelphie et en 2005 avec les Pistons de Détroit. Avec cette dernière franchise, il remporte le titre NBA en 2004 et dispute les Finales NBA l'année suivante. Il a auparavant atteint les Finales NBA avec les Sixers de Philadelphie en 2001.
Sur le plan personnel, il est élu trois fois meilleur entraîneur de l'année, titre désigné sous le terme NBA Coach of the Year qu'il obtient également en NBA, lors de la saison 2000-2001.
Il est élu à neuf reprises meilleur entraîneur du mois : trois lorsque ce titre en décerné pour l'ensemble de la ligue, en mars 1992 avec les Clippers de Los Angeles, en février 1994 avec les Pacers de l'Indiana, en novembre 2001 avec les Sixers de Philadelphie. Depuis la désignation d'un entraîneur du mois dans chaque conférence à partir de la saison 2002-2003, il est désigné meilleur entraîneur des mois de février et mars 2003 de la conférence Est avec Philadelphie, des mois de janvier et d'avril 2004, février 2005 avec les Pistons de Detroit janvier 2010 avec les Bobcats de Charlotte.
Après la fin de la saison 2013-2014, il est le septième entraîneur pour ce qui est du nombre de victoires en saison régulière de NBA, avec 1 098 victoires : il est devancé par Don Nelson, Lenny Wilkens, Jerry Sloan, Pat Riley, Phil Jackson et George Karl. Ses 2 002 rencontres le placent au cinquième rang de la ligue, derrière Lenny Wilkens, Don Nelson, Bill Fitch et Jerry Sloan. En ABA, ses 229 victoires le place en cinquième position des entraîneurs de la ligue, derrière Slick Leonard, Babe McCarthy, Bob Bass et Al Bianchi.
Sa carrière d'entraîneur est honorée en 2002 lorsqu'il est introduit au sein du Hall of Fame.

## Statistiques

### Statistiques en tant que joueur
| Saison    | Match | 2pts | 2pts | 2pts | LF  | LF  | LF   | Rebonds | Rebonds | Points | Points |
| Saison    | Match | T.   | R.   | %    | T.  | R.  | %    | T.      | Moy.    | T.     | Moy.   |
| --------- | ----- | ---- | ---- | ---- | --- | --- | ---- | ------- | ------- | ------ | ------ |
| 1962-1963 | 18    | 28   | 54   | 51,9 | 25  | 34  | 73,5 | 28      | 1,6     | 81     | 4,5    |
| 1962-1963 | 17    | 90   | 204  | 44,1 | 101 | 127 | 79,5 | 52      |         | 281    | 16,5   |
| 1962-1963 | 21    | 102  | 231  | 44,1 | 95  | 122 | 77,9 | 50      | 2,4     | 299    | 14,2   |
| Total     | 56    | 220  | 489  | 45,0 | 221 | 283 | 78,1 | 130     | 2,3     | 661    | 11,8   |

| saison    | Club   | Match | Min  | 2pts (%) | 3pts (%) | LF (%) | Rebonds | Rebonds | Rebonds | Pd  | Int | C | BP  | F   | Points | Points |
| saison    | Club   | Match | Min  | 2pts (%) | 3pts (%) | LF (%) | O       | D       | TRB     | Pd  | Int | C | BP  | F   | T      | Moy.   |
| --------- | ------ | ----- | ---- | -------- | -------- | ------ | ------- | ------- | ------- | --- | --- | - | --- | --- | ------ | ------ |
| 1967-1968 | NOB    | 78    | 36,0 | 36,6     | 21,3     | 81,3   |         |         | 3,2     | 6,5 |     |   | 4,6 | 2,8 | 13,    | 1045   |
| 1968-1969 | OAK    | 77    | 30,9 | 43,6     | 22,9     | 79,4   | 0,8     | 2,2     | 3,1     | 7,1 |     |   | 4,3 | 3,0 | 12,    | 925    |
| 1969-1970 | WSA    | 82    | 33,7 | 44,0     | 25,6     | 82,5   | 0,6     | 2,4     | 3,0     | 7,1 |     |   | 4,3 | 3,1 | 13,    | 1124   |
| 1970-1971 | VIR    | 29    | 18,3 | 40,4     | 50,0     | 83,1   | 0,4     | 1,2     | 1,6     | 4,2 |     |   | 2,5 | 1,7 | 5,5    | 159    |
| 1970-1971 | DNR    | 34    | 23,9 | 36,0     | 26,3     | 82,4   | 0,3     | 1,5     | 1,8     | 6,1 |     |   | 3,4 | 2,8 | 8,4    | 287    |
| 1970-1971 | Saison | 63    | 21,3 | 37,4     | 28,6     | 82,7   | 0,4     | 1,3     | 1,7     | 5,2 |     |   | 3,0 | 2,3 | 7,1    | 446    |
| 1971-1972 | DNR    | 76    | 26,5 | 43,7     | 20,0     | 81,1   | 0,7     | 1,5     | 2,2     | 7,2 |     |   | 2,9 | 2,7 | 9,1    | 689    |
| Total     |        | 376   | 30,1 | 41,2     | 23,0     | 81,3   | 0,6     | 1,9     | 2,7     | 6,7 |     |   | 3,8 | 2,8 | 11,2   | 4229   |

| saison    | Club | Match | Min  | 2pts (%) | 3pts (%) | LF (%) | Rebonds | Rebonds | Rebonds | Pd  | Int | C | BP  | F   | Points | Points |
| saison    | Club | Match | Min  | 2pts (%) | 3pts (%) | LF (%) | O       | D       | TRB     | Pd  | Int | C | BP  | F   | T      | Moy.   |
| --------- | ---- | ----- | ---- | -------- | -------- | ------ | ------- | ------- | ------- | --- | --- | - | --- | --- | ------ | ------ |
| 1967-1968 | NOB  | 17    | 40.9 | 42,5     | 22,2     | 82,0   |         |         | 3,5     | 7,6 |     |   | 4,5 | 3,4 | 16,7   | 284    |
| 1968-1969 | OAK  | 16    | 33,4 | 42,8     | 0,0      | 84,4   |         |         | 3,3     | 5,4 |     |   | 3,7 | 3,1 | 14,0   | 224    |
| 1969-1970 | WSA  | 7     | 38,4 | 45,2     | 20,0     | 88,2   |         |         | 5,0     | 9,7 |     |   | 3,6 | 3,7 | 13,9   | 97     |
| 1971-1972 | DNR  | 7     | 30,1 | 42,0     | 0,0      | 95,8   |         |         | 1,4     | 5,1 |     |   | 2,0 | 3,6 | 9,3    | 65     |
| Total     |      | 47    | 36,4 | 42,9     | 17,2     | 84,8   |         |         | 3,3     | 6,8 |     |   | 3,7 | 3,4 | 14,3   | 670    |

### Statistiques en tant qu'entraîneur
| Année     | Équipe             | Conférence | Matchs joués | Victoires | Défaites | % victoire | Tournoi NCAA                             |
| --------- | ------------------ | ---------- | ------------ | --------- | -------- | ---------- | ---------------------------------------- |
| 1979-1980 | UCLA               | Pac-10     | 32           | 22        | 10       | 68,8       | Finaliste,                               |
| 1980-1981 | UCLA               | Pac-10     | 27           | 20        | 7        | 74,1       | 2e tour                                  |
| 1983-1984 | Kansas             | Big 8      | 32           | 22        | 10       | 68,8       | 2e tour                                  |
| 1984-1985 | Kansas             | Big 8      | 34           | 26        | 8        | 76,5       | 2e tour                                  |
| 1985-1986 | Kansas             | Big 8      | 39           | 35        | 4        | 89,7       | Final Four                               |
| 1986-1987 | Kansas             | Big 8      | 36           | 25        | 11       | 69,4       | demi-finale régionale                    |
| 1987-1988 | Kansas             | Big 8      | 38           | 27        | 11       | 71,1       | Champion NCAA                            |
| 2012-2013 | Southern Methodist | CUSA       | 32           | 15        | 17       | 46,9       |                                          |
| 2013-2014 | Southern Methodist | CUSA       | 37           | 27        | 10       | 73,0       | Finale du National Invitation Tournament |
| Carrière  | Bruins d'UCLA      |            | 59           | 42        | 17       | 71,2       |                                          |
| Carrière  | Jayhawks du Kansas |            | 179          | 135       | 44       | 75,4       |                                          |
| Carrière  | Southern Methodist |            | 69           | 42        | 27       | 60,9       |                                          |
| Carrière  | Total              |            | 307          | 219       | 88       | 71,3       |                                          |

| Année     | Équipe | Saison régulière | Saison régulière | Saison régulière | Saison régulière | Saison régulière | Playoffs      | Playoffs  | Playoffs | Playoffs   | Playoffs |
| Année     | Équipe | Matchs joués     | Victoires        | Défaites         | % victoire       | Classement       | Matchs jouées | Victoires | Défaites | % victoire | Résultat |
| --------- | ------ | ---------------- | ---------------- | ---------------- | ---------------- | ---------------- | ------------- | --------- | -------- | ---------- | --- |
| 1972-1973 | CAR    | 84               | 57               | 27               | 67,9             | 1er Est          | 12            | 7         | 5        | 58,3       | Finale de division V. 4-1 face aux Nets de New York D. face 4-3 aux Colonels du Kentucky                                                                         |
| 1973-1974 | CAR    | 84               | 47               | 37               | 56,0             | 3eEst            | 4             | 0         | 4        | 00,0       | Demi-finale de division D. 4-0 face aux Colonels du Kentucky |
| 1974-1975 | DEN    | 84               | 65               | 19               | 77,4             | 1er Ouest        | 13            | 7         | 6        | 53,8       | Finale de division V. 4-2 face aux Stars de l'Utah D. 4-3 face aux Pacers de l'Indiana                                                                           |
| 1975-1976 | DEN    | 84               | 60               | 24               | 71,4             | 1er Ouest        | 13            | 6         | 7        | 46,2       | Finales ABA V. 4-3 face aux Colonels du Kentucky D. 4-2 face aux Nets de New York                                                                                |
| 1976-1977 | DEN    | 82               | 50               | 32               | 61,0             | 1er Midwest      | 6             | 2         | 4        | 33,3       | Demi-finale de Conférence D. 4-2 face aux Trail Blazers de Portland                                                                                              |
| 1977-1978 | DEN    | 82               | 48               | 34               | 58,5             | 1er Midwest      | 13            | 6         | 7        | 46,2       | Finale de Conférence V. 4-3 face aux Bucks du Milwaukee D. 4-2 face aux Supersonics de Seattle                                                                   |
| 1978-1979 | DEN    | 53               | 28               | 25               | 52,8             |                  |               |           |          |            | |
| 1981-1982 | NJN    | 82               | 44               | 38               | 53,7             | 3e Central       | 2             | 0         | 2        | 00,0       | Premier Tour D. 2-1 face aux Suns de Phoenix |
| 1982-1983 | NJN    | 76               | 47               | 29               | 61,8             |                  |               |           |          |            | |
| 1988-1989 | SAS    | 82               | 21               | 61               | 25,6             | 5e Midwest       |               |           |          |            | |
| 1989-1990 | SAS    | 82               | 56               | 26               | 68,3             | 1er Midwest      | 10            | 6         | 4        | 60,0       | Demi-finales de Conférence V. 3-0 face aux Nuggets de Denver D. 4-3 face aux Trail Blazers de Portland                                                           |
| 1990-1991 | SAS    | 82               | 55               | 27               | 67,1             | 1er Midwest      | 4             | 1         | 3        | 25,0       | Premier Tour D. 3-1 face aux Warriors de Golden State |
| 1991-1992 | SAS    | 38               | 21               | 17               | 55,3             |                  |               |           |          |            | |
| 1991-1992 | LAC    | 35               | 23               | 12               | 65,7             | 5e Pacific       | 5             | 2         | 3        | 40,0       | Premier Tour D. 3-2 face au Jazz de l'Utah |
| 1992-1993 | LAC    | 82               | 41               | 41               | 50,0             | 4e Pacific       | 5             | 2         | 3        | 40,0       | Premier Tour D. 3-2 face aux Rockets de Houston |
| 1993-1994 | IND    | 82               | 47               | 35               | 57,3             | 3e Central       | 16            | 10        | 6        | 62,5       | Finales de Conférence V. 3-0 face au Magic d'Orlando V. 4-2 face aux Hawks d'Atlanta D. 4-3 face Knicks de New York                                              |
| 1994-1995 | IND    | 82               | 52               | 30               | 63,4             | 1er Central      | 17            | 10        | 7        | 58,8       | Finales de Conférence V. 3-0 face aux Hawks d'Atlanta V. 4-3 face aux Knicks de New York D. 4-3 face au Magic d'Orlando                                          |
| 1995-1996 | IND    | 82               | 52               | 30               | 63,4             | 2e Central       | 5             | 2         | 3        | 40,0       | Premier Tour D. 3-2 face aux Hawks d'Atlanta |
| 1996-1997 | IND    | 82               | 39               | 43               | 47,6             | 6e Central       |               |           |          |            | |
| 1997-1998 | PHI    | 82               | 31               | 51               | 37,8             | 7e Atlantic      |               |           |          |            | |
| 1998-1999 | PHI    | 50               | 28               | 22               | 56,0             | 3e Atlantic      | 8             | 3         | 5        | 37,5       | Demi-finales de Conférence V. 3-1 face au Magic d'Orlando D. 4-0 face aux Pacers de l'Indiana                                                                    |
| 1999-2000 | PHI    | 82               | 49               | 33               | 59,8             | 3e Atlantic      | 10            | 5         | 5        | 50,0       | Demi-finales de Conférence V. 3-2 face aux Bucks du Milwaukee V. 4-2 face aux Sixers de Philadelphie                                                             |
| 2000-2001 | PHI    | 82               | 56               | 26               | 68,3             | 1er Atlantic     | 23            | 12        | 11       | 52,2       | Finales NBA 2001 V. 3-1 face aux Pacers de l'Indiana V. 4-3 face aux Raptors de Toronto V. 4-3 face aux Bucks du Milwaukee D. 4-1 face aux Lakers de Los Angeles |
| 2001-2002 | PHI    | 82               | 43               | 39               | 52,4             | 4e Atlantic      | 5             | 2         | 3        | 40,0       | Premier Tour D. 3-2 face aux Celtics de Boston |
| 2002-2003 | PHI    | 82               | 48               | 34               | 58,5             | 2e Atlantic      | 12            | 6         | 6        | 50,0       | Demi-finales de Conférence V. 4-2 face aux Hornets de la Nouvelle-Orléans D. 4-2 face aux Pistons de Detroit                                                     |
| 2003-2004 | DET    | 82               | 54               | 28               | 65,9             | 2e Central       | 23            | 16        | 7        | 69,6       | Finales NBA 2004 V. 4-1 face aux Bucks du Milwaukee V. 4-3 face aux Nets du New Jersey V. 4-2 face aux Pacers de l'Indiana V. 4-1 face Lakers de Los Angeles     |
| 2004-2005 | DET    | 82               | 54               | 28               | 65,9             | 1er Central      | 25            | 15        | 10       | 60,0       | Finales NBA 2005 V. 4-1 face aux Sixers de Philadelphie V. 4-2 face aux Pacers de l'Indiana V. 4-3 face au Heat de Miami D. 4-3 face aux Spurs de San Antonio    |
| 2005-2006 | NYK    | 82               | 23               | 59               | 28,0             | 5e Atlantic      |               |           |          |            | |
| 2008-2009 | CHA    | 82               | 35               | 47               | 42,7             | 4e SouthEast     |               |           |          |            | |
| 2009-2010 | CHA    | 82               | 44               | 38               | 53,7             | 4e SouthEast     | 4             | 0         | 4        | 00,0       | Premier Tour D. 4-0 face au Magic d'Orlando |
| 2010-2011 | CHA    | 28               | 9                | 19               | 32,1             |                  |               |           |          |            | |
| Carrière  | ABA    | 336              | 229              | 107              | 68,2             |                  | 42            | 20        | 22       | 47,6       | |
| Carrière  | NBA    | 2002             | 1098             | 904              | 54,8             |                  | 193           | 100       | 93       | 51,8       | |
| Carrière  | Total  | 2338             | 1327             | 1011             | 56,8             |                  | 235           | 120       | 115      | 51,1       | |